# Teijin
Teijin Limited (帝人株式会社 Teijin Kabushiki-gaisha) (TYO: 3401
) er en japansk kemivirksomhed. De producerer højstyrkefibre som aramid, kulfibre & komposit, film & plastik, polyesterfibre, osv.